# Carlos Martínez Assad

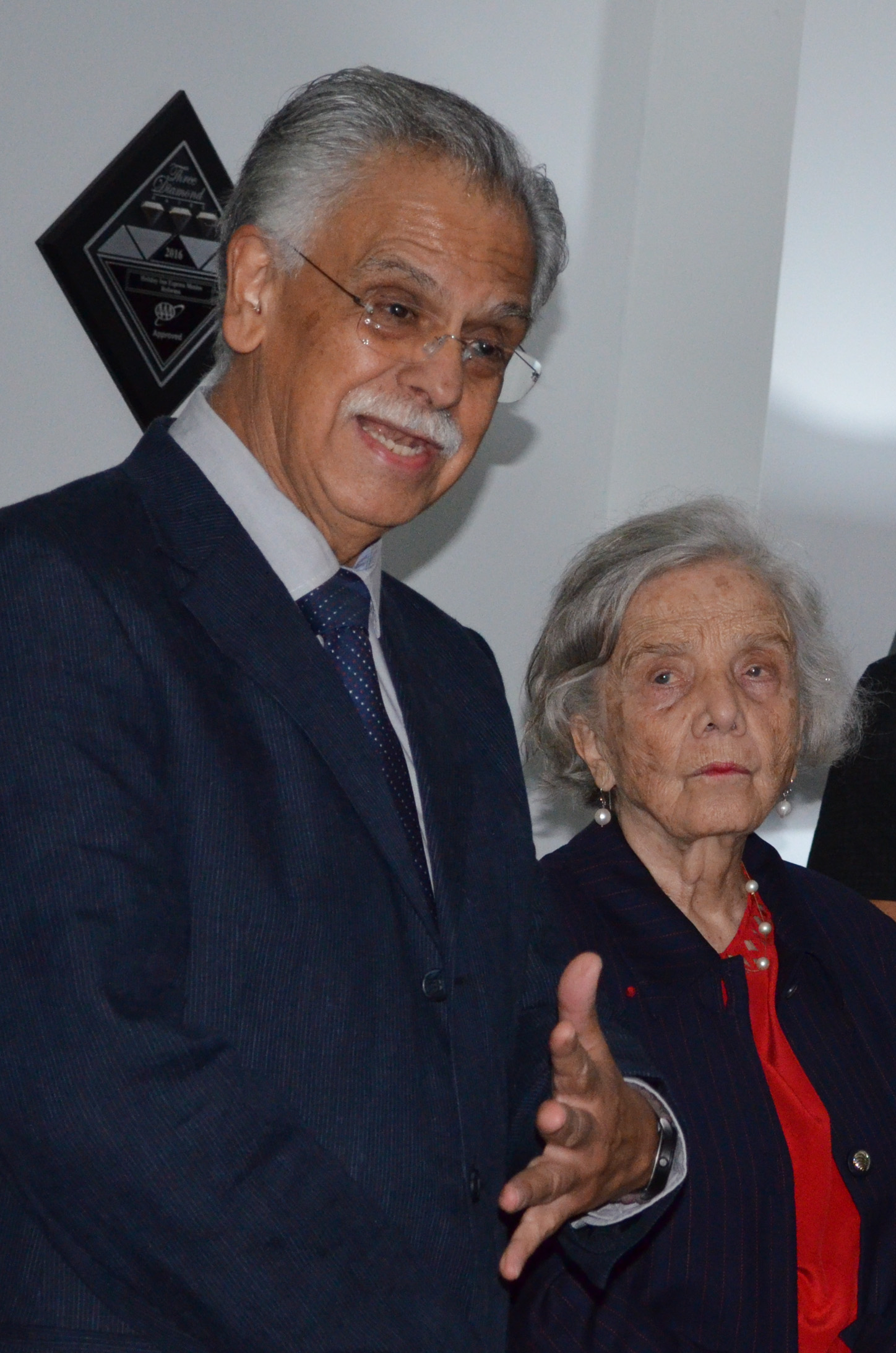
Carlos Martínez Assad junto a Elena Poniatowska en 2017.

Carlos Roberto Martínez Assad (Amatitán, Jalisco, 19 de octubre de 1946) es un sociólogo, historiador, investigador, catedrático y académico mexicano. Se ha especializado en la investigación de historia regional, sus estudios han servido para entender la complejidad histórica de la Revolución mexicana. Está casado con la investigadora Sara Sefchovich

## Estudios y docencia
Cursó la licenciatura de Sociología en la Facultad de Ciencias Políticas y Sociales de la Universidad Nacional Autónoma de México (UNAM) . Inició su carrera trabajando con personajes como Pablo González Casanova, Enrique González Pedrero y Víctor Flores Olea, así como de Rodolfo Stavenhagen,  Raúl Benítez Zenteno, Jean Casimir y Ricardo Pozas Arciniega. Obtuvo un doctorado en Sociología política en la Universidad de París.
Ha impartido cátedra, cursos y diplomados en el Colegio de Historia de la Facultad de Filosofía y Letras de la UNAM, en el Instituto de Investigaciones Dr. José María Luis Mora, en El Colegio de México, en la Universidad Autónoma de Barcelona, en la Universidad Estatal de Arizona, en la Universidad Iberoamericana, en la Universidad Autónoma del Estado de México, en la Universidad de Guadalajara, en la Universidad Autónoma Benito Juárez de Oaxaca, en la Benemérita Universidad Autónoma de Puebla, en la Universidad de Colima y en la Universidad Veracruzana.

## Investigador y académico
De 1983 a 1989 fue director del Instituto de Investigaciones Sociales de la UNAM. Ha contribuido en la formación y fortalecimiento de institutos similares en la Universidad de Guadalajara, en la Universidad Autónoma Benito Juárez de Oaxaca, en la Universidad Autónoma de Querétaro, en la Universidad Autónoma de Colima y en la Universidad Autónoma del Estado de México. De 1984 a 1994 fue miembro del Consejo Latinoamericano de Ciencias Sociales (CLACSO). Es investigador nivel III del Sistema Nacional de Investigadores, es miembro de la Academia Mexicana de Ciencias. Fue secretario ejecutivo de la Sociedad Nacional de Estudios Regionales.

## Obras publicadas
Ha colaborado como articulista para los periódicos El Universal, El Financiero, La Jornada, Unomásuno y Reforma.  Ha dirigido la revista semestral de estudios regionales Eslabones y coordinó la Colección Regiones del Consejo Nacional para la Cultura y las Artes. Entre algunos de sus títulos publicados se encuentran:
- “La historiografía después de Pueblo en vilo” en Pueblo en vilo.
- La fuerza de la costumbre. Homenaje a Luis González y González, editado por El Colegio de México y El Colegio de Jalisco en 1994.
- “Identidad, política y regiones en México”, en Identidades, nacionalismos y regiones editado por la Universidad Complutense y la Universidad de Guadalajara en 1993.
- “La rebelión de los vencidos” en Las rebeliones en México coordinada por Jaime Rodríguez en 1992.
- “Historia regional, un aporte a la nueva historiografía” en El historiador frente a la Historia. Corrientes demográficas actuales editado por el Instituto de Investigaciones Históricas de la UNAM en 1992, .
- “Uprisings in Mexico During the Post-revolutionary Period” en Peasant Sutdies, volumen 18 editado por la Universidad de Utah en 1991.
- Municipios en conflicto, coordinador, en 1985.
- La sucesión presidencial en México, coordinador, en 1992.
- Los sentimientos de la región en 2001.
- Memoria de Líbano en 2002.
- El laboratorio de la Revolución. El Tabasco garridista en 2004.
- La patria en el Paseo de la Reforma en 2005.
- Breve historia de Tabasco en 2015.[1]

## Premios y distinciones
- Premio Juchimán de Plata otorgado por el Gobierno Estatal de Tabasco en 1985.
- Premio Atanasio G. Sarabia de historia regional mexicana otorgado por Banamex en 1989.
- Beca Guggenheim otorgada por la John Simon Guggenheim Memorial Foundation en 1991.
- Distinción La Garza de Plata por la Universidad Autónoma del Estado de Hidalgo en 1997.
- Premio Universidad Nacional en el área de Investigación en Ciencias Sociales por la Universidad Nacional Autónoma de México en 1997.
- Premio al Mérito Histórico Vito Alessio Robles otorgado por el Gobierno Estatal de Coahuila en 2005.
- Premio Ciudad Capital Heberto Castillo Martínez otorgado por el Gobierno del Distrito Federal en 2008.
- Medalla al Mérito Histórico Capitán Alonso de León otorgado por la Sociedad Nuevoleonesa de Historia, Geografía y Estadística de Monterrey, Nuevo León, en 2009.
- Investigador Emérito por el Sistema Nacional de Investigadores desde 2012.
- Investigador Emérito por la Universidad Nacional Autónoma de México desde 2012.[4]
- Premio Nacional de Ciencias y Artes en el área de Historia, Ciencias Sociales y Filosofía otorgado por la Secretaría de Educación Pública en 2013.[5]